# Kamidana

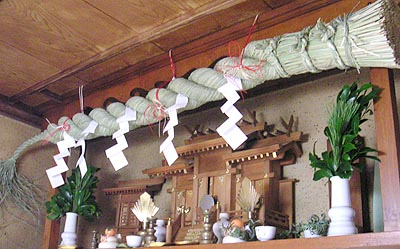
Kamidana

Kamidana (japonsky 神棚) je malý šintoistický oltář, který bývá zejména u japonských rodin umístěn na čistém, osvětleném a vyvýšeném místě, nejčastěji na poličce. Obecně se doporučuje, aby kamidana byla obrácena na východ či na jih. Mohou na ní být umístěny různé předměty představující kami, různé tabulky či kousky papírů ofuda se jmény bohů či zemřelých předků, kteří jsou tak uctíváni jako kami. Než se s kamidanou manipuluje, je v rámci zachování rituální čistoty důležité umýt si ruce. Na kamidanu či před ni bývá pravidelně umisťováno trochu jídla, např. miska s rýží, zelené snítky, saké a voda. Obvykle vše každé ráno vyměňuje paní domu za čerstvé.
Výraz „kamidana“ bývá překládán jako „polička bohů“ (myšleno kami).